# فاروجان خدشيان
فاروجان خدشيان (بالأرمنية Վարուժան Խտըշեան ، بالأحرف اللاتينية Varoujan Khdeshian) (مولود في عاليه، لبنان 7 أبريل / نيسان 1937 - توفي في بيروت، لبنان في 28 ديسمبر 2015) هو مخرج ومؤلف مسرحي لبناني أرمني وممثل مسرحي وأستاذ فن المسرح في الجامعة اللبنانية - معهد الفنون الجميلة في بيروت.
ولد في عاليه، لبنان وتابع دراسته في أكاديمية ويبر دوغلاس للفنون المسرحية في لندن، ليرجع بعد التخرج لينضم إلى فرقة «ليفون شانط» المسرحية التابعة لجمعية هاماسكايين الثقافية. ومن ثم أسس فرقته المسرحية الخاصة «مسرح 67» ليقدم عشرات المسرحيات المهمة في لبنان والشرق الأوسط، كما قدّم بين عامي 1979 و1987 أعمالا في أرمينيا السوفياتية ليحرز على تكريم «بيدروس أتاميان» المهم في أرمينيا. أدار «فرقة كاسبار إبيكيان المسرحية» التابعة لـ «هاماسكايين» لفترة طويلة، كما ترجم أكثر من عشرين مسرحية من الإنكليزية إلى الأرمنية ليقدمها على مسارح لبنان.
هو حائز على العديد من الجوائز والتكريمات منها تكريم «القديس مسروب ماشدوتس» على يد الكاثوليكوس أرام الأول، وتكريم «القديسين مسروب وساهاك» على يد الكاثوليكوس كاريكين الثاني، كاثوليكوس عموم الأرمن، ومن الجامعة اللبنانية حيث درّس في «معهد الفنون الجميلة» فن المسرح لأكثر من عشرين سنة.